# Авдотьино (Калужская область)
Авдотьино — деревня в Малоярославецком муниципальном районе Калужской области в составе сельского поселения «Поселок Детчино». На 2021 год в Авдотьино числится 5 улиц: 1-я Майская, 2-я Майская, 3-я Майская, Майская и Цветочная.